# Moulin de la Blies - Musée des techniques faïencières
Le Moulin de la Blies - Musée des techniques faïencières, situé à Sarreguemines en Moselle, est un ancien moulin à cailloutage construit en 1841 sur la Blies, un affluent de la Sarre.
Il servait à la préparation des pâtes utilisées dans la fabrication des faïences de Sarreguemines. Il accueille depuis 1998 le musée des Techniques Faïencières.

## Histoire
Le Moulin de la Blies est édifié en 1841 par Alexandre de Geiger. En fonction de 1841 à 1969. 
Racheté par la ville en 1990, il devient le musée des Techniques Faïencières en 1998 et ouvre ses jardins au public en 2009.
Le Moulin de la Blies représente la Lorraine dans l’émission de Stéphane Bern, Le monument préféré des Français sur France 2 pour la saison 2015. Il termine 9e de ce classement.

Musée de la faïence au Moulin de la Blies à Sarreguemines
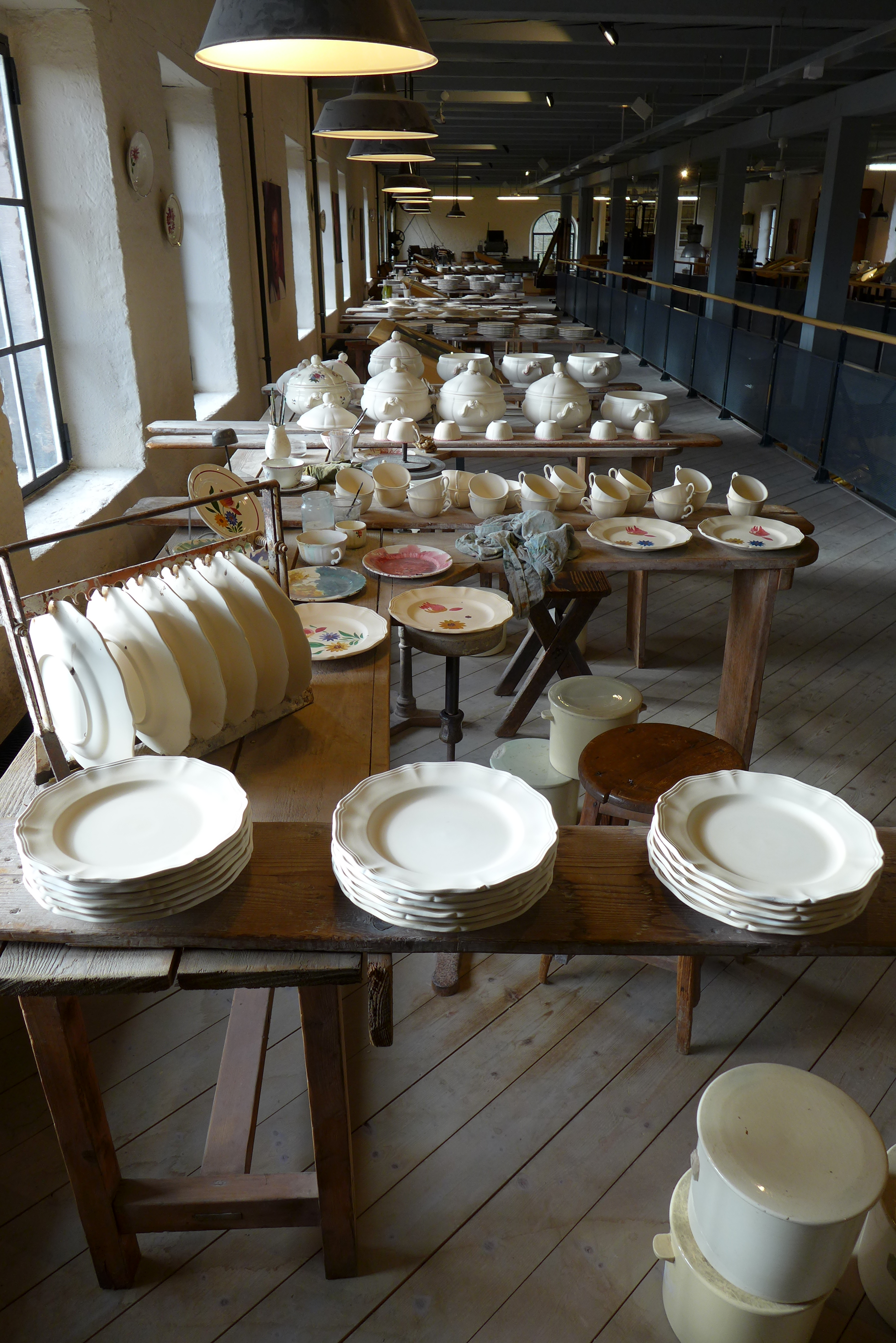
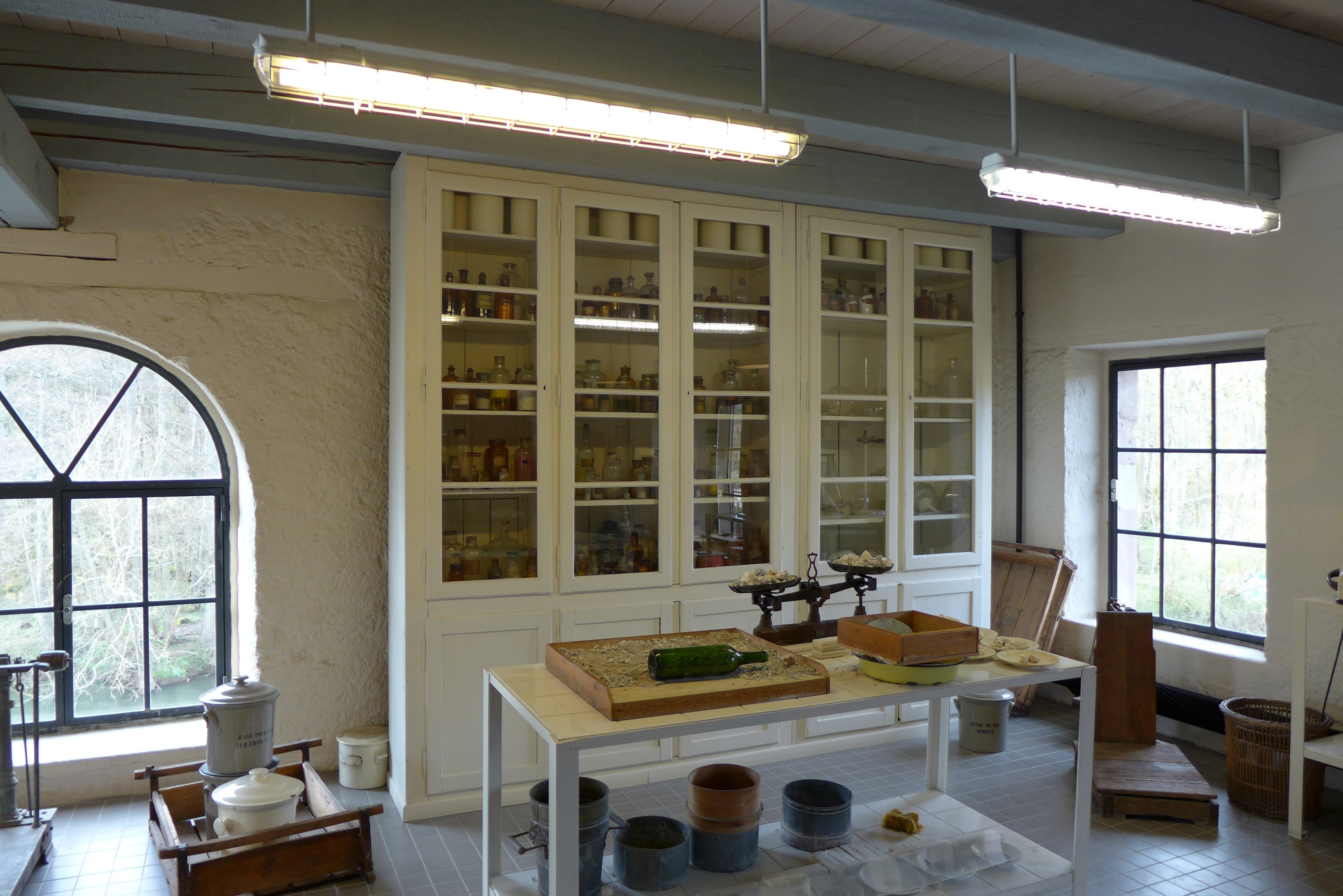
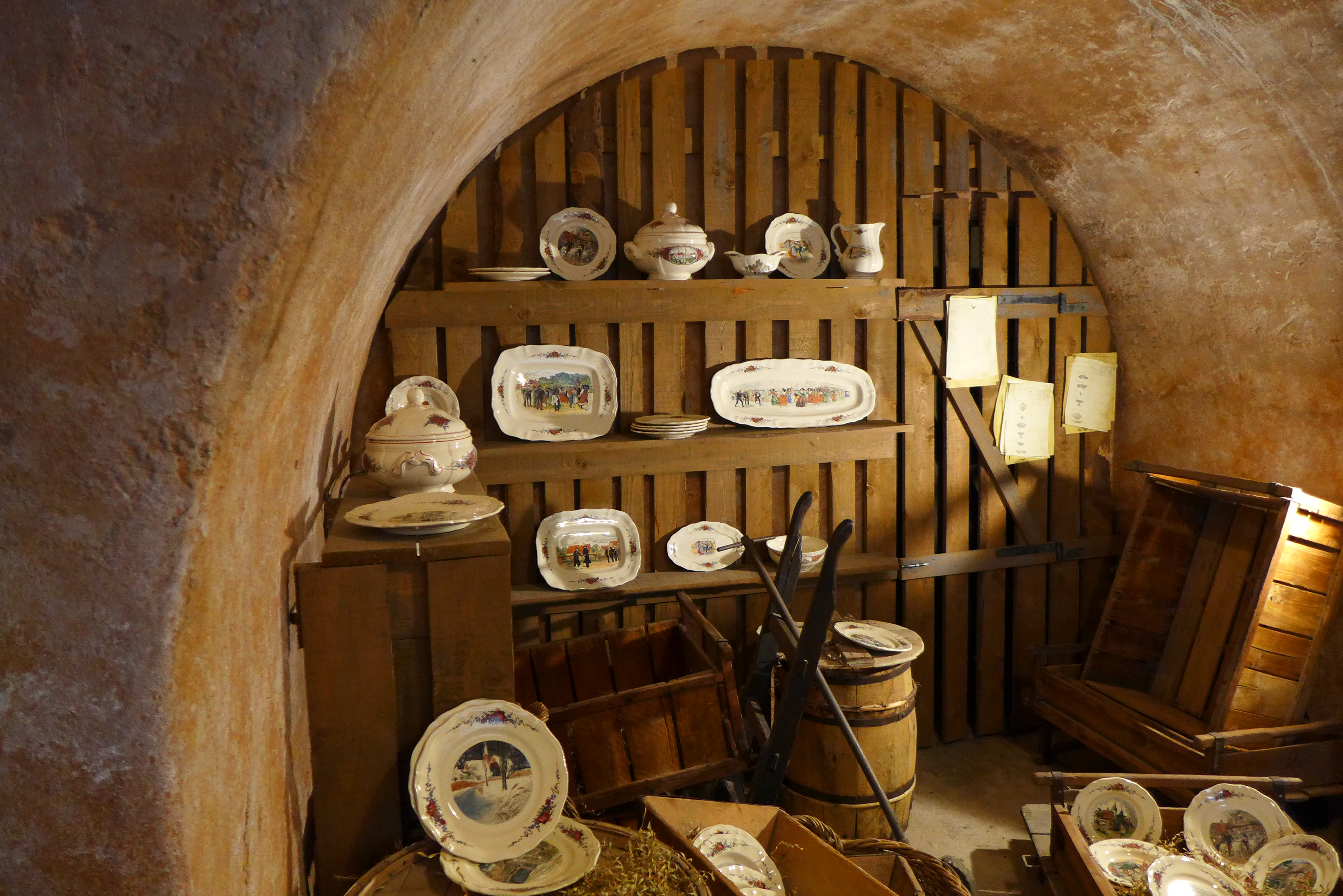
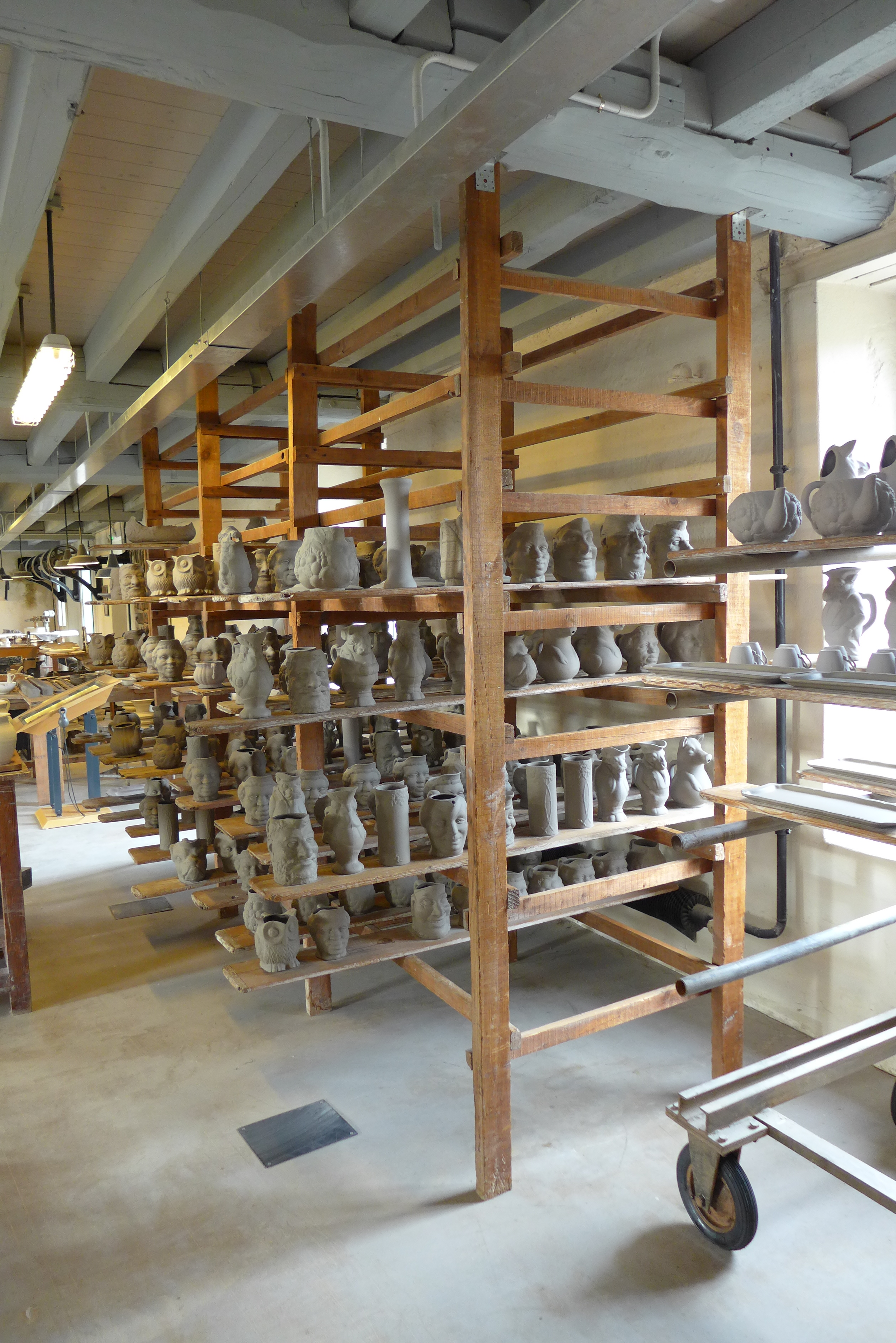

## Céramique française 1970–2000 (Donation France et Wolfgang Kermer)
En 2018, France et Wolfgang Kermer, couple franco-allemand, ont fait donation à la Ville de Sarreguemines de leur collection privée « Céramique française 1970–2000 », exposée au Moulin de la Blies. La donation présente des œuvres de près d'une centaine de céramistes réputés. Rassemblée pendant presque quarante ans, la collection « dresse », ainsi la Revue de la Céramique et du Verre, « un panorama inédit et personnel de la céramique en France entre 1970 et 2000 ». En 2020, Anne-Claire Meffre a publié un article détaillé sur le couple Kermer, leurs nombreuses visites d'ateliers chez les céramistes et la création de la collection, dont les parties les plus importantes appartiennent désormais à la Ville de Sarreguemines.
Céramistes représentés dans l'exposition « Céramique française 1970–2000. Donation France et Wolfgang Kermer » (2018)
A l'occasion des 20 ans du Moulin de la Blies les 6 et 7 octobre 2018, France et Wolfgang Kermer ont offert un objet sculptural réalisé sur les lieux par Gilles Greff, céramiste médiateur aux Musées de Sarreguemines.